# Centro Nacional de Arbitrajes
El Centro Nacional de Arbitrajes (CNA) es una institución de derecho privado formado por abogados chilenos, cuyo objeto es la administración de arbitrajes y otros medios alternativos de resolución de controversias, así como la promoción de la cultura arbitral.
El CNA se constituyó en Santiago de Chile en 2007, estando integrado su consejo superior por los señores René Abeliuk Manasevich, Hernán Álvarez García, Davor Harasic Yaksic, Claudio Illanes Ríos, Raúl Licores Zegers, Carlos Olivos Marchant, Eulogio Pérez Cotapos García, Claudio Undurraga Abbot y Arturo Yrarrázaval Covarrubias.